# Liste der Naturdenkmale in Singhofen
Die Liste der Naturdenkmale in Singhofen nennt die im Gemeindegebiet von Singhofen ausgewiesenen Naturdenkmale (Stand 20. Mai 2024).

## Ehemalige Naturdenkmale
| Nr. | Bezeichnung | Lage                               | Beschreibung                                                  | Bild                                    |
| --- | ----------- | ---------------------------------- | ------------------------------------------------------------- | --------------------------------------- |
|     | Säuleneiche | Hauptstraße, gegenüber Nr. 50 Lage | Quercus robur f. fastigiata; Rechtsverordnung 2013 aufgehoben | Direkt Bild zu diesem Denkmal hochladen |